# Марк Гратидий (легат)
Марк Грати́дий (лат. Marcus Gratidius; I век до н. э.) — римский политический деятель, легат при наместнике Азии Квинте Туллии Цицероне.

## Биография
Марк Гратидий принадлежал к муниципальной знати города Арпинум на юге Лация. Предположительно он был внуком Марка Гратидия, занимавшего должность префекта при Марке Антонии Ораторе и погибшего в Киликии в 101 году до н. э. В этом случае Марк-младший приходился племянником Марку Марию Гратидиану и троюродным братом Марку Туллию Цицерону. В 61 году до н. э. Гратидий в качестве легата отправился в Азию вместе с новым наместником этой провинции — ещё одним своим кузеном Квинтом Туллием Цицероном. Другими легатами были Луций Элий Туберон и Авл Аллиен. После этого Марк уже не упоминается в источниках.